# ليون برتراند
ليون برتراند (بالفرنسية: Léon Bertrand) هو سياسي فرنسي، ولد في 11 مايو 1951 في سان لوران دو ماروني في فرنسا. حزبياً، نشط في الاتحاد من أجل حركة شعبية والتجمع من أجل الجمهورية.

## مناصب
- انتخب نائب فرنسي عن دائرة French Guiana's 2nd constituency [الإنجليزية]‏ خلال فترته النيابية  [لغات أخرى]‏ (2 أبريل 1993 – 21 أبريل 1997).
- انتخب نائب فرنسي عن دائرة French Guiana's 2nd constituency [الإنجليزية]‏ خلال فترته النيابية  [لغات أخرى]‏ (12 يونيو 1997 – 18 يونيو 2002).
- انتخب نائب فرنسي عن دائرة French Guiana's 2nd constituency [الإنجليزية]‏ خلال فترته النيابية  [لغات أخرى]‏ (19 يونيو 2002 – 18 يوليو 2002).
- انتخب عضو مجلس جهوي.
- انتخب رئيس بلدية [الإنجليزية]‏ سان لوران دو ماروني (1 مارس 1983 – ).
- انتخب نائب فرنسي عن دائرة French Guiana's 2nd constituency [الإنجليزية]‏ خلال فترته النيابية  [لغات أخرى]‏ (23 يونيو 1988 – 1 أبريل 1993).